# Наталия Варлей
Наталия Владимировна Варлей (родена на 22 юни 1947 г. в Констанца) е съветска и руска филмова и театрална актриса.

## Биография
Тя е родена в Румъния, но прекарва детството си в Мурманск, където баща ѝ работи като капитан на флота в открито море. Учи в музикално училище. В края на 50-те години на XX век семейство Варлей се премества в Москва. През 1965 г. завършва Държавното училище за циркови и сценични артисти и започва да се изявява като еквилибрист в един от столичните ансамбли.
Тя участва в дует с известния руски клоун Леонид Енгибаров. Чрез него се запознава с филмовия режисьор Георги Юнгвалд-Хилкевич, който ѝ предлага роля във филма „Дъгата“. Епизодичната роля на медицинска сестра остава незабелязана, но следващата роля – Нина във филма на Леонид Гайдай „Кавказка пленница или новите приключения на Шурик“, ѝ носи слава. През 1967 г. Наталия завършва работата си на цирковата сцена и се записва да учи актьорско майсторство в Института „Борис Щукин“. Завършва през 1971 г. и става актриса в Московския драматичен театър „Константин Станиславски“.
През 1991 г. тя участва в проекта „Звездите на театъра и киното пеят“, като изнася концерти, записани в албума „Радио MPS“.
Наградена е с Ордена на приятелството (Орден Дружбы). През 1989 г. е удостоена със званието заслужила артистка на РСФСР.
Тя е омъжена (съпруг Владимир Тихонов), има двама сина.

## Филмография
| Заглавие                                                    | От   |
| ----------------------------------------------------------- | ---- |
| Формула радуги                                              | 1966 |
| Кавказка пленница, или Новые приключения Шурика             | 1967 |
| Вий                                                         | 1967 |
| Золото                                                      | 1970 |
| Семь невест ефрейтора Збруева                               | 1971 |
| Двенадцать стульев                                          | 1971 |
| Бег                                                         | 1971 |
| Черные сухари                                               | 1972 |
| Дмитрий Кантемир                                            | 1974 |
| Три дня в Москве                                            | 1974 |
| Весна двадцать девятого                                     | 1975 |
| Большой аттракцион                                          | 1975 |
| Соло для слона с оркестром                                  | 1976 |
| Сегодня или никогда                                         | 1979 |
| Клоун                                                       | 1980 |
| Мой папа – идеалист                                         | 1981 |
| Не хочу быть взрослым                                       | 1983 |
| Так и будет                                                 |      |
| Единственный мужчина                                        | 1981 |
| Не ждали, не гадали                                         | 1982 |
| Талисман                                                    | 1983 |
| Гостья из будущего                                          | 1984 |
| Нам не дано предугадать...                                  | 1984 |
| Посторонним вход разрешен                                   | 1986 |
| Ошибки юности                                               | 1989 |
| Чужая игра                                                  | 1992 |
| Маленькие человечки Большевистского переулка, или Хочу пива | 1993 |
| Волшебник Изумрудного города                                | 1994 |